# 金刚线
金刚线，Diamond Wire，是金刚石切割线的简称，是以电镀金属（一般为镍）为结合剂，通过金属的电沉积把金刚石磨料固结在芯线基体上而制成的一种超硬材料的线性切割工具，金刚线广泛用于切割各种金属和非金属复合材料，在光伏和IT领域进行硅片的切割，得到广泛的应用，尤其是在硅锭开方中获得广泛应用。
在金刚线切割机上，以往采用的是往复式切割，现在利用环形的金刚石线，由于不必进行换向停顿，只需单方向转动即可进行高速切割。
在光伏领域，金刚线切割也随着光伏的装机需求增加，在多晶硅价格逐步拔高的背景下，下游硅片企业要求金刚线细线化，在细线化趋势下，目前金刚线的母线高碳钢线的细线化已经接近极限，因此钨丝有望成为下一代金刚线的母线材料。而随着中科院的徐斌博士开发的冷拉钨丝工艺的导入，因其更高强度、更低表面缺陷、更强耐疲劳性，截至2025年5月，冷拉钨丝正全面取代热拉钨丝和高碳钢作为光伏金刚线的母线材料。